# 아둔 라소
아둔 라소(태국어: อดุล หละโสะ, Adul Lahsoh, 1986년 9월 19일 ~ )는 과거 태국 축구 국가대표팀에서 미드필더로 활약하였던 태국의 전 축구 선수이다.
라소는 촌부리 유소년 팀 출신으로 2004년 촌부리에서 데뷔하였다. 이후 2008년 일본 풋볼 리그 소속 팀인 가이나레 돗토리로 이적하면서 일본 리그 생활을 하였다. 이후 2009년 촌부리로 돌아왔다.